# St. Agatha (Schaven)

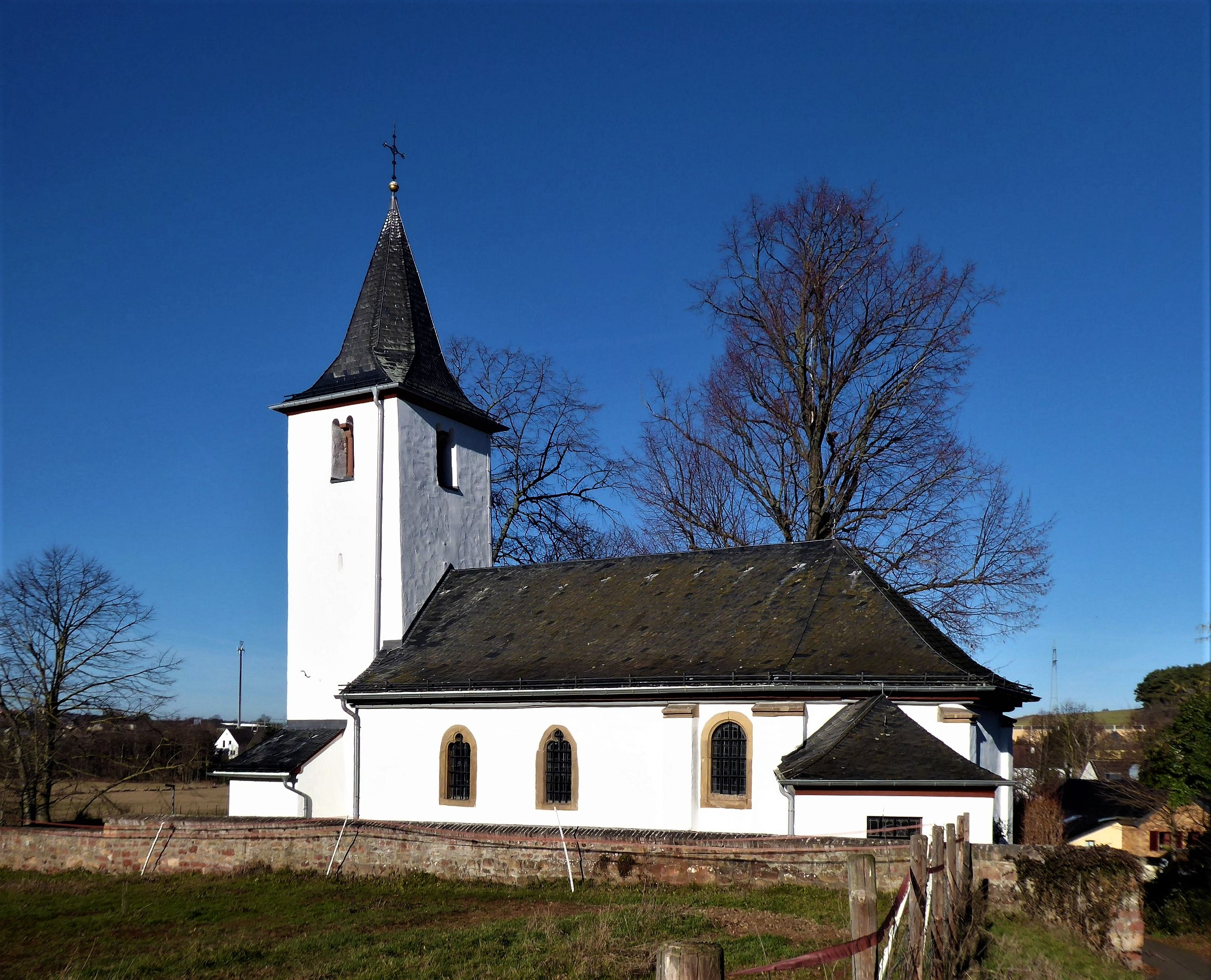
St. Agatha in Schaven

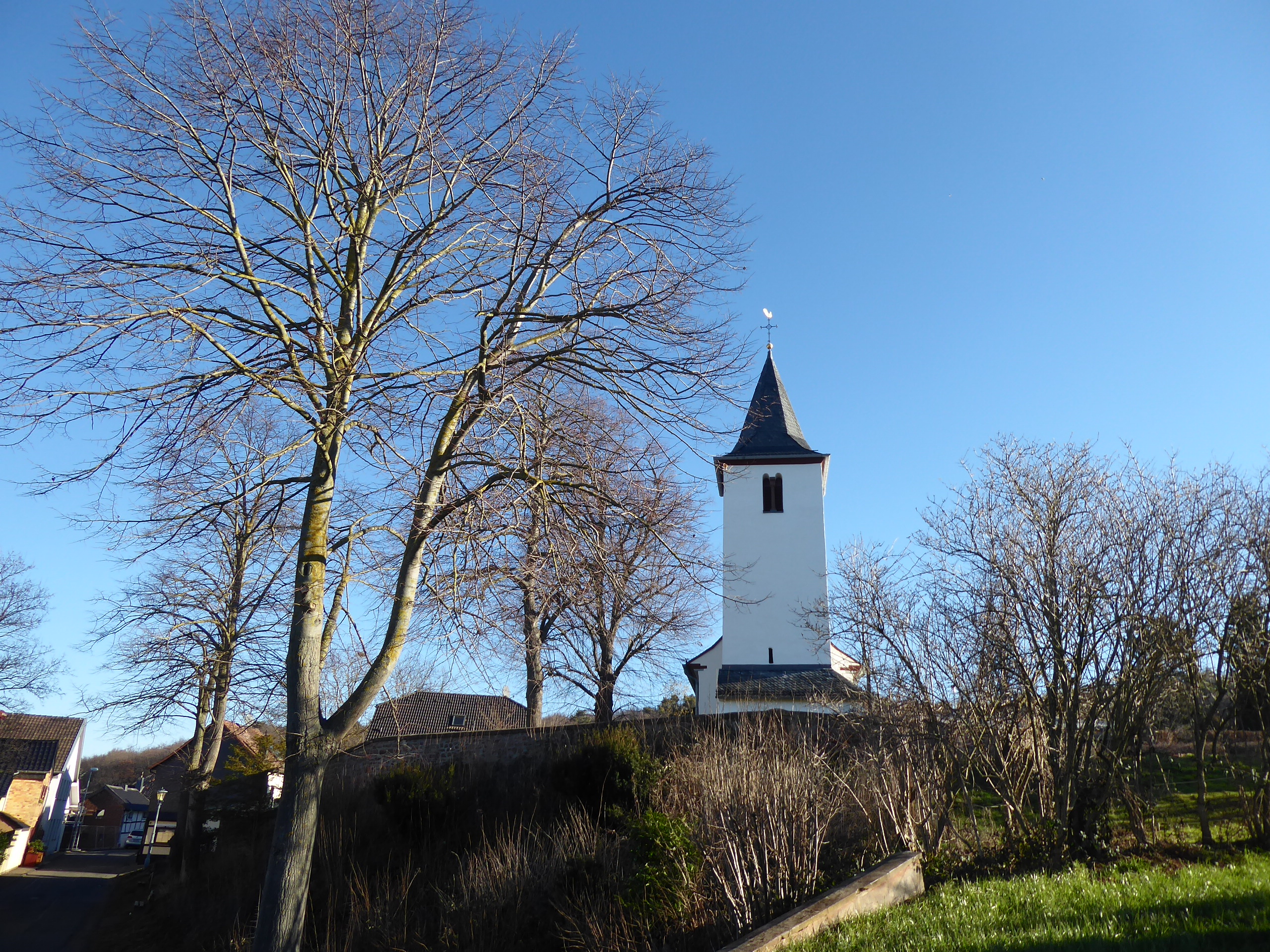
Blick zum romanischen Turm. Der Kirchhof befindet sich auf einer Anhöhe oberhalb der Ortschaft.

St. Agatha ist eine römisch-katholische Kapelle in Schaven, einem Ortsteil von Mechernich im Kreis Euskirchen in Nordrhein-Westfalen. Sie gehört zum Katholischen Seelsorgebereich Veytal.

## Geschichte
Die den heiligen Agatha von Catania und als Konpatron Sebastian geweihte Kapelle wurde 1182 zum ersten Mal erwähnt, als das Stift Münstereifel die Hälfte des Investiturrechtes in Schaven erwarb. Ältester erhaltener Teil der romanischen Kirche ist der Westturm aus dem 12. Jahrhundert. Auch das Langhaus stammt noch im Kern aus dieser Zeit, da im Mauerwerk kleine rundbogige Fenster nachweisbar sind. Bei Umbauarbeiten im 14. Jahrhundert erhielt das Langhaus die schlichten nicht durch Maßwerk gegliederten gotischen Fenster, die jedoch nach Art eines „Nonnenkopfes“ erstellt sind. Im Chor sind hingegen völlig ungegliederte Fenster zu finden. Weitere Umbauarbeiten erfolgten im 17. Jahrhundert.

## Ausstattung
Den Chorraum überspannt ein Rippengewölbe mit stern-/netzförmiger Struktur. Im Langhaus dagegen befindet sich eine hölzerne Spitztonne. Die weitere Ausstattung besteht aus drei barocken Altären. Auf den Seitenaltären sind St. Rochus rechts und links St. Agatha dargestellt. Eine weitere Figur befindet sich im Hochaltaraufbau.